# Lohe (Eckersdorf)
Lohe ([ˈloːə] ) ist ein Gemeindeteil der Gemeinde Eckersdorf im Landkreis Bayreuth (Oberfranken, Bayern). Hardt liegt in der Gemarkung Eckersdorf.

## Geografie
Südöstlich des Weilers entspringt der Hermannsbach, ein linker Zufluss der Mistel. Südlich von Lohe liegt eine als Arzloch bezeichnete Rhätsandsteinschlucht mit einem ca. 3–4 m hohen Wasserfall. 0,5 Kilometer südwestlich liegt die Flur Lohreuth. Ein Anliegerweg gabelt sich in Lohe und führt in nördlicher Richtung nach Eckersdorf und in östlicher Richtung als Feldweg zum Weiler Hardt. Nach Südwesten führt die Straße in Richtung Mistelgau und ist ein landwirtschaftlich genutzter Verbindungswegs. Auf diesen Weg stößt ein von Süden kommender Weg durch die Talsenke der Lohreuth, der nach Mistelbach führt und überwiegend landwirtschaftlich genutzt wird.

## Geschichte
Der Ortsname leitet sich vom mittelhochdeutschen lôch ab, das entweder von lat. lucus (Wald, Hain, Holz, Gehölz, Gebüsch) oder labina, palus (Sumpfwiese, Feuchtgebiet) herrührt.
Südlich des Weilers liegt ein mit Burgstall benanntes Flurstück. Im Westen schließt sich ein als Burg bezeichnetes Gelände an. Beides deutet auf eine ältere mittelalterliche befestigte Siedlung hin. Vermutlich handelt es sich um das im Landbuch A des Nürnberger Burggrafen erwähnte Burggut Obernreut. Ein weiteres Indiz zur Lokalisierung ist das Lehen Obernreuts an die Tandorffer, die ihren Burgsitz im hinteren Donndorf hatten. Noch 1850 lassen sich Besitzungen der ehemaligen – inzwischen zu landwirtschaftlichen Anwesen umgebauten – Sitze des Dondorfer Adels in der Flur Lohreuth nachweisen. Damit dürfte entweder in der Siedlung Lohe selbst oder in der näheren Umgebung das Burggut Obernreut als mittelalterliche Siedlung auszumachen sein. Ein Zusammenhang mit dem nahen Hermannsbach, Hermannsberg und dem Hermannsbühl wäre plausibel und müsste im Vornamen des Gründers dieser Siedlung zu suchen sein. Zu Beginn des 15. Jahrhunderts lag der Ort bereits wüst.
Der heutige Weiler Lohe entstand wohl im 17. Jahrhundert. Bis zum Anfang des 20. Jahrhunderts wurde in Lohe ein Wirtshaus mit Schank- und Schlachtrecht betrieben. Die Schlacht- und Schankgerechtigkeit ging an das Wirtshaus im Salamandertal über.
Der ehemalige Weiher nördlich des Weilers wurde 1850 als Mühlweiher bezeichnet. Womöglich wurde diese Bezeichnung mit dem etwa 700 m nordwestlich liegenden Mühlweiher verwechselt oder der Lohe-Weiher wurde tatsächlich als zusätzliches Wasserreservoir der Eckersdorfer Mühle (ehemalige Hausnummer 33) verwendet.

## Verwaltung
Lohe gehörte zur Realgemeinde Eckersdorf. Gegen Ende des 18. Jahrhunderts gab es vier Anwesen (2 Gütlein, 1 Haus mit Wirtschafts- und Schlachtgerechtigkeit, 1 Haus). Die Hochgerichtsbarkeit stand dem bayreuthischen Stadtvogteiamt Bayreuth zu. Grundherr der Anwesen war die Amtsverwaltung Donndorf.
Von 1797 bis 1810 unterstand der Ort dem Justiz- und Kammeramt Bayreuth. Mit dem Gemeindeedikt wurde Lohe dem 1812 gebildeten Steuerdistrikt Eckersdorf und der im gleichen Jahr gebildeten Ruralgemeinde Eckersdorf zugewiesen.

## Einwohnerentwicklung
| Jahr      | 001819 | 001822 | 001861 | 001871 | 001885 | 001900 | 001925 | 001950 | 001961 | 001970 | 001987 | 002016 | 002021 |
| Einwohner | 17     | 18     | 25     | 26     | 29     | 20     | 20     | 32     | 17     | 15     | 12     | 22     | 18     |
| Häuser    |        | 4      |        |        | 5      | 5      | 5      | 4      | 4      |        | 5      |        |        |
| Quelle    | [ 13 ] | [ 10 ] | [ 14 ] | [ 15 ] | [ 16 ] | [ 17 ] | [ 18 ] | [ 19 ] | [ 20 ] | [ 21 ] | [ 22 ] |        | [ 1 ]  |

## Religion
Lohe ist evangelisch-lutherisch geprägt und nach St. Ägidius (Eckersdorf) gepfarrt.